# Орский механический завод
АО «Механический завод» — предприятие машиностроительной отрасли, расположенное на территории площадью 54 Га в нескольких километрах от границы с Казахстаном.

## История
Создан в декабре 1941 года на базе мощностей тульского завода № 176 Наркомата боеприпасов СССР, специализировавшегося на выпуске артиллерийских гильз и эвакуированного в связи с началом Тульской оборонительной операции. Коллектив завода в короткий срок освоил производство продукции для фронта, внес весомый вклад в развитие промышленности на Южном Урале. 10 мая 1944 года коллектив завода был награждён высшей правительственной наградой — Орденом Ленина.
В мирное время возникла необходимость производить товары для развития и восстановления народного хозяйства. За 12 послевоенных лет было освоено 28 новых видов продукции. В 60-х годах назрела необходимость в новой перспективной продукции, на которой можно было совершенствовать хозяйственную деятельность предприятия, и которая потребовала бы новые знания, совершенствование технологии, новые специальности, квалификации, новые кадры. Так в марте 1960 года был изготовлен первый бытовой холодильник марки «ОРСК», а уже в 70-х годах этот холодильник был самым дешевым в стране и выпуск его составил 450 тыс. шт. в год.
К концу восьмой пятилетки коллектив завода награждён Орденом Трудового Красного Знамени.
В 2005 году начато производство баллонов высокого давления, производимых по технологии глубокой вытяжки. Баллоны имеют прекрасные технические характеристики, они легкие и бесшовные. Продукция сертифицирована и отмечена основными потребителями, в том числе ООО «Пожтехника», г. Торжок, ООО «Компания АПТВ», г. Ярославль, ООО «Щучанский завод противопожарного оборудования».
С 2017 года не производит холодильники.
На протяжении 11 лет завод производит и реализует оснастку для цементирования обсадных колонн, а также запасные части к буровым насосам. Освоено производство калибраторов. Эта продукция поставляется по договорам с ОАО «ТНК-ВР Холдинг», ООО «Проммашсервис», ООО «Удмуртнефть бурение», ООО «БУРЕС», ЗАО «Нефтегазинструмент», группой компаний «Татнефть», ОАО «Славнефть» и другими организациями.